# Van Bambeke
Van Bambeke was een jeneverstokerij en brouwerij in Gent, actief van 1792 tot 1902.

## Geschiedenis
De oudste vermelding van de stokerij gaat terug tot 1792. Opgericht door Jean Bernard van Bambeke, zouden uiteindelijk vier generaties in de stokerij en brouwerij gewerkt hebben, tot de vermoedelijke overname in 1902 door de gebroeders J. & L. De Ronne.
De brouwerij Van Bambeke-Eggerickx was één van de oudst vermelde nijverheden op het einde van Coupure Rechts, tussen de Contributiestraat en de Coupuregang (huidige Akkerstraat) in Gent.
De site van de brouwerij vormt gebouwencomplex dat vanaf het vierde kwart van de 19de eeuw minstens twee brouwerijen huisvestte, deze van de Gebroeders Van Bambeke en de Brouwerij Vanderhaegen, en ook een stokerij (Gebroeders Van Bambeke). Deze geconcentreerde ligging van meerdere maatschappijen wordt waarschijnlijk verklaard door een waterloopje dat door het terrein stroomde.